# Ijimaia dofleini
Ijimaia dofleini är en fiskart som beskrevs av Sauter, 1905. Ijimaia dofleini ingår i släktet Ijimaia och familjen Ateleopodidae. Inga underarter finns listade i Catalogue of Life.